# Akihiko Yoshida
Akihiko Yoshida (吉田明彦) (Japón, 15 de febrero de 1967) es un diseñador de personajes de videojuegos, es decir, él hace los dibujos de los modelos 3D o 2D que serán basados sobre sprites. Yoshida nació en 1967 y empezó en Squaresoft en 1995.

## Juegos
- Zeliard (1990) (PC): diseño
- Ogre Battle (1993) (SNES): diseño de la carta de personaje y del tarot
- Tactics Ogre (1995) (SNES): dirección del diseño y del fondo del personaje
- Final Fantasy Tactics (1997) (PSX): diseño del personaje
- Vagrant Story (2000) (PSX): dirección de la carta de personaje y del tarot
- Wild Card (2001) (Wonder Swan): diseño de personaje y de carta
- Final Fantasy Tactics Advance (2003) (GBA): Ilustrador adicional
- Final Fantasy XII (2006) (PS2): diseño del personaje y dirección del mapa 3D
- Final Fantasy III (2006) (Remake) (DS): diseño de personajes
- Final Fantasy Tactics: The War of the Lions (2007) (Remake) (PSP): diseño de personajes, escenarios.
- Final Fantasy XIV (¿2010?) ((PS3) (PC): dirección artística.
- Bravely Default (2012 y Revisión en 2013) (3DS): Personajes y escenarios.
- Final Fantasy XIV: A Realm Reborn (2013) (PS3, PS4, PC): Director de arte, diseñador de personajes principales, arte conceptual.
- Bravely Second: End Layer (2015) (3DS): Personajes y escenarios.
- Final Fantasy XIV: Heavensward (2015) (PS4, PC): Director de arte, diseñador de personajes principales, arte conceptual.
- NieR: Automata (2017) (PS4, PC): Personajes principales